# Herdis Torvaldsdatter
Herdis Torvaldsdatter (auf Norrøn: Herdis Þórvaldsdóttir) (* um 1310; † 1363) war in Norwegen im späten Mittelalter die Frau mit dem größten Grundbesitz. Ihre Lebensgeschichte zeigt, wie durch Heirat und Erbschaft eine Frau im Mittelalter zur größten Grundbesitzerin des Landes aufsteigen konnte.
Ihre Eltern waren der shetländische Sýslumaður Torvald Toresson (um 1250 – nach 1330) und dessen Frau Ragndid Jonsdatter († nach 1328). In erster Ehe heiratete sie den königlichen Schatzmeister Svein Sigurdsson († 1332), wahrscheinlich in einer zweiten Ehe einen nicht bekannten Adligen.
Sie war von Geburt Mitglied der obersten sozialen Schicht des Landes. Ihr Vater war der mächtigste Mann seiner Zeit auf den Shetlandinseln und der erste in deren Geschichte, von dem man sicheres weiß. Ihre Mutter entstammte dem Sudrheimsgeschlecht, das zum Hochadel Ostnorwegens gehörte.
Ihr erster Ehemann entstammte dem Kvåle-Geschlecht aus Sogndal in Sogn, das seit langem zu der Aristokratie der Großgrundbesitzer gehörte und von dem viele Mitglieder in Königsdiensten standen. Als sie heiratete, erhielt sie von ihren Eltern eine bedeutende Mitgift. Auch von ihrem Mann erhielt sie ein nicht unbedeutendes Vermögen geschenkt, in größtenteils in Form von Grundbesitz in Sogn. Das bedeutet, dass Herdis eine gute Partie für ihren bedeutend älteren Ehemann war. Als ihr Mann 1332 starb, war sie noch eine verhältnismäßig junge, kinderlose und reiche Witwe. Ihr Vermögen wird auf mindestens 350  „forngilde Mark“ geschätzt.
Vermutlich heiratete sie erneut, diesmal in eine gesellschaftlich höher stehende Familie. Denn als Ehefrau von Svein wird sie ohne den Adelstitel „Frú“ genannt. Das deutet darauf hin, dass Svein nicht adlig war. Nach 1534 führt sie den Adelstitel „Frú“. Peter Andreas Munch vermutet, dass Herdis mit dem damals reichsten Mann aus dem bedeutendsten Geschlecht verheiratet war. Bjarne war der Sohn von Erling Vidkunnsson, der zu seinen Lebzeiten über den größten Grundbesitz in Norwegen verfügte. Aber das ist nicht sicher.
1355 und 1360 ist Herdis in größeren Grundstücksgeschäften auf den Shetlandinseln belegt, bei denen sie weitere Ländereien erwarb. Als Witwe hatte sie eine selbständigere Stellung in geschäftlichen und rechtlichen Angelegenheiten als andere Frauen.
Nach einem isländischen Annal wohnte sie 1363 der Hochzeit von Håkon VI. mit Margrete Waldemarsdotter in Kopenhagen bei, auch ein Zeichen ihrer hohen gesellschaftlichen Stellung.
Als Herdis 30 Jahre nach dem Tod ihres ersten Mannes starb, hatte sie keine unmittelbaren Erben, weder Kinder, noch Eltern, noch Geschwister. Das bedeutet, dass sie zu Lebzeiten ihre Eltern, ihren Bruder und ihre Ehemänner beerbt hat.
Auf dem Totenbett bestimmte Herdis ihr Erbe zur Errichtung eines Zisterzienserklosters. Da nach damaligem Erbrecht nur gestattet war, 1⁄10 des selbst Geerbten und 1⁄4 des selbst Erworbenen der Kirche zu vermachen, benötigte diese Verfügung einer Ausnahmegenehmigung, die sie sowohl vom König als auch vom Papst erhielt. Doch das Kloster wurde gleichwohl nicht gegründet. Vielmehr nahmen ihre Vettern Sigurd und Jon den Nachlass in Besitz. Das führte dazu, dass der gesamte Grundbesitz ihrer väterlichen Vorfahren und ihrer Ehemänner in die Familie ihrer Mutter überging. So entstand der größte Grundbesitz-Komplex im Lande, das Giske-Bjarkøy-Gut.